# Blue Line (Metro Chennai)

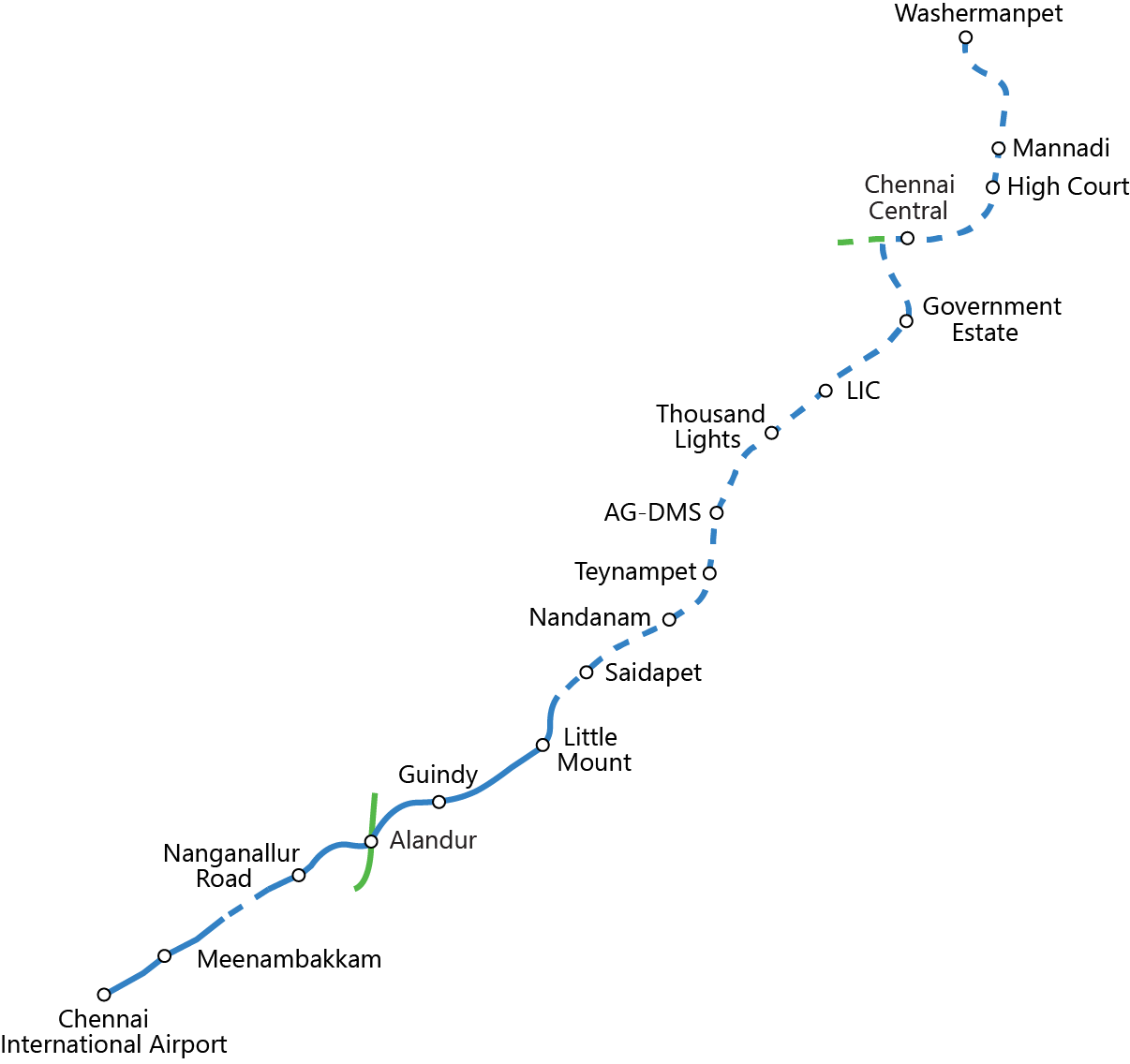
Verlauf der Blue Line

Die Blue Line (Tamil நீல வழித்தடம்) ist eine der beiden Linien der Metro Chennai. Sie hat 17 Stationen und ist 23,1 Kilometer lang (davon 14,5 Kilometer im Tunnel und 8,6 Kilometer als Hochbahn).

## Verlauf

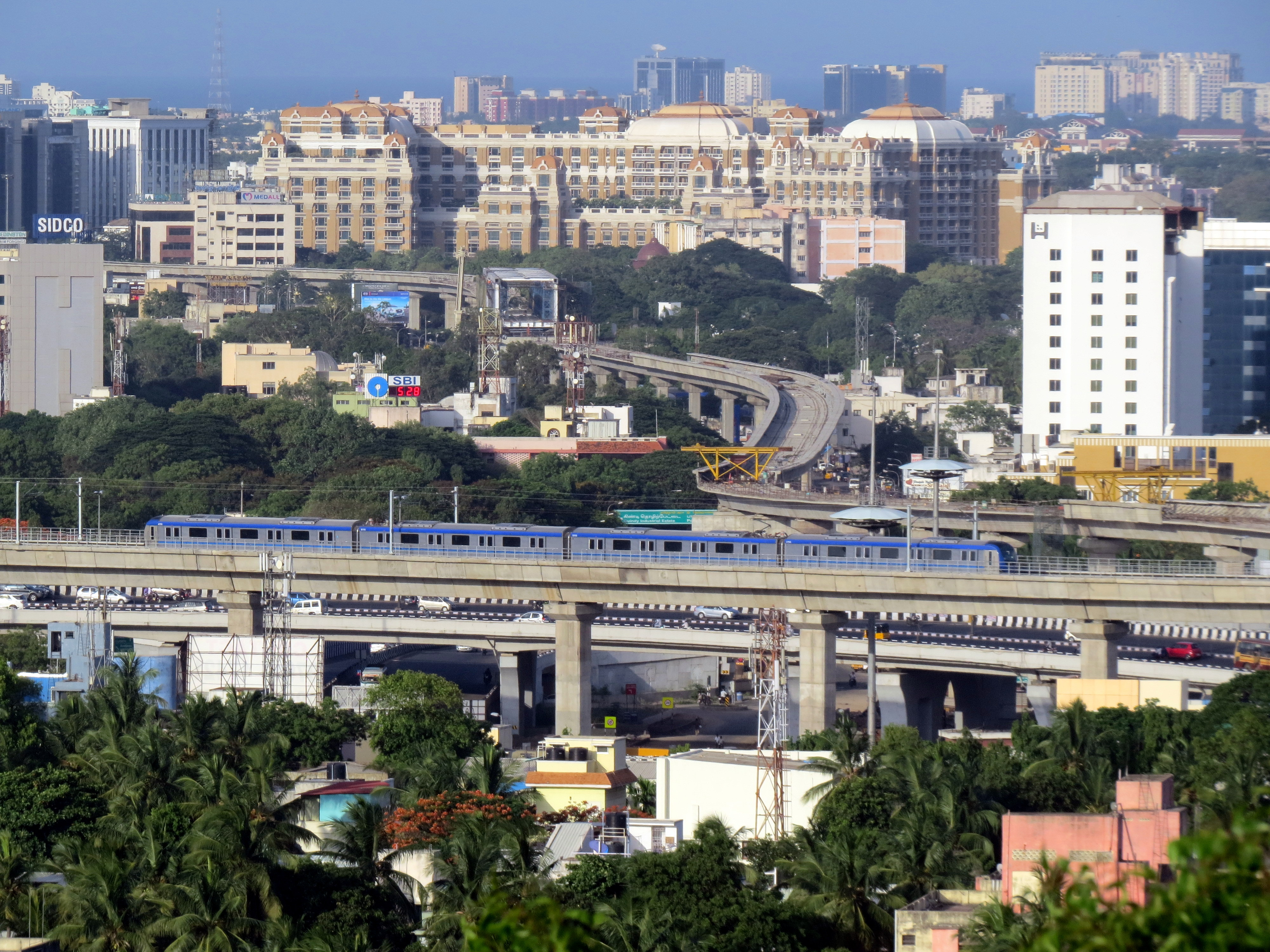
Zug der Blue Line zwischen Ekkattuthangal und Alandur bei einem Testlauf im Januar 2014

Die Strecke der Blue Line beginnt im Stadtteil Washermanpet im Norden Chennais im Tunnel. Von dort führt sie südwärts durch den Stadtteil George Town, wobei sie großteils dem Verlauf der Straße Broadway folgt. Sie erreicht dann den Bahnhof Chennai Central, wo eine Umsteigemöglichkeit zur Green Line besteht. Nach Unterquerung des Cooum-Flusses folgt die Blue Line dem Verlauf der Hauptstraße Anna Salai (Mount Road) in Richtung Südwesten. Nach der Station Saidapet wird die Blue Line zur Hochbahn und überquert den Adyar-Fluss. Sie folgt aufgeständert weiter dem Verlauf der Anna Salai. An der Station Alandur kreuzt sie wieder die Green Line. Ihr letztes Stück verläuft die Blue Line entlang der Ausfallstraße Grand Southern Trunk Road bis zum Flughafen Chennai, wo sie endet.

## Geschichte
Am 21. September 2016 wurde als erster Abschnitt der Blue Line die Hochbahnstrecke zwischen Little Mount und dem Flughafen Chennai eröffnet. Als erste Tunnelstrecke ging am 25. Mai 2018 der Abschnitt zwischen Saidapet und AG-DMS in Betrieb.  Am 10. Februar 2019 wurde die Blue Line mit der Eröffnung des verbliebenen Abschnitts von AG-DMS nach Washermanpet vollendet.

## Stationen
| Nr. | Name (Englisch)               | Name (Tamil) | Oberirdisch/ Tunnel | Eröffnung          |
| --- | ----------------------------- | ------------ | ------------------- | ------------------ |
| 1.  | Washermanpet                  | வண்ணாரப்பேட்டை     | Tunnel              | 10. Februar 2019   |
| 2.  | Mannadi                       | மண்ணடி         | Tunnel              | 10. Februar 2019   |
| 3.  | High Court                    | உயர் நீதிமன்றம்   | Tunnel              | 10. Februar 2019   |
| 4.  | Chennai Central               | சென்னை சென்ட்ரல்    | Tunnel              | 10. Februar 2019   |
| 5.  | Government Estate             | அரசினர் தோட்டம்   | Tunnel              | 10. Februar 2019   |
| 6.  | LIC                           | எல்.ஐ.சி       | Tunnel              | 10. Februar 2019   |
| 7.  | Thousand Lights               | ஆயிரம் விளக்கு    | Tunnel              | 10. Februar 2019   |
| 8.  | AG-DMS                        | ஏ.ஜி-டீ.எம்.எஸ்  | Tunnel              | 25. Mai 2018       |
| 9.  | Teynampet                     | தேனாம்பேட்டை       | Tunnel              | 25. Mai 2018       |
| 10. | Nandanam                      | நந்தனம்        | Tunnel              | 25. Mai 2018       |
| 11. | Saidapet                      | சைதாப்பேட்டை       | Tunnel              | 25. Mai 2018       |
| 12. | Little Mount                  | சின்னமலை        | oberirdisch         | 21. September 2016 |
| 13. | Guindy                        | கிண்டி          | oberirdisch         | 21. September 2016 |
| 14. | Alandur                       | ஆலந்தூர்        | oberirdisch         | 21. September 2016 |
| 15. | Nanganallur Road              | நங்கநல்லூர் சாலை   | oberirdisch         | 21. September 2016 |
| 16. | Meenambakkam                  | மீனம்பாக்கம்      | oberirdisch         | 21. September 2016 |
| 17. | Chennai International Airport | சென்னை விமான நிலையம் | oberirdisch         | 21. September 2016 |

## Erweiterung
Als Erweiterung der ersten Ausbauphase der Metro Chennai ist eine Verlängerung der Blue Line nach Norden geplant. Vorgesehen ist eine Strecke von der bisherigen Endstation Washermanpet bis Wimco Nagar. Die Erweiterungsstrecke wird acht Stationen haben und 9,1 Kilometer lang sein (davon zwei Kilometer im Tunnel und rund sieben Kilometer als Hochbahn). Die Bauarbeiten begannen im August 2017.